# Dick Van Dyke
Richard Wayne (Dick) Van Dyke, född 13 december 1925 i West Plains i Missouri, är en amerikansk skådespelare, sångare och komiker. Han påbörjade sin professionella långa karriär som ankare och programledare på TV för att sedan få ett genombrott med Broadwaymusikalen Bye Bye Birdie (1960). En roll han också repriserade i filmen Bye Bye Birdie (1963). Med situationskomedin The Dick Van Dyke Show (1961-1966) blev han enormt folkkär som sin karaktär Rob Petrie. 
Rollen som Rob Petrie belönade Van Dyke med tre Emmy Awards, tre år i rad. Förutom totalt sex stycken Emmy Awards har han också mottagit en Tony Award och en Grammy Award. Som 98-åring var han den äldsta skådespelaren att både nomineras och mottaga en Emmy Awards för sitt gästinhopp i serien Våra bästa år (2023).
Van Dyke är också känd för den omåttligt populära sotaren Bert i Mary Poppins (1964). Bland Van Dykes övriga filmer och TV-serier märks Chitty Chitty Bang Bang (1968), Filmkomikern (1969), The New Dick Van Dyke Show (1971-1974), The Morning After (1974), Dick Tracy (1990), Diagnos mord (1993-2001), Natt på museet (2006) och Mary Poppins kommer tillbaka (2018).

## Biografi

### Uppväxt
Dick Van Dyke var den äldsta sonen till försäljaren Loren Wayne "Cookie" Van Dyke och stenografen Hazel Victoria McCord. Hans yngre bror var skådespelaren Jerry Van Dyke (1931–2018), som även spelade hans yngre bror i The Dick Van Dyke Show. Familjenamnet härstammar från Nederländerna och släkten har anor till båten Mayflower.
Familjen bodde i Danville i Illinois där Van Dyke även gick på Danville High School. Där deltog han i en a cappellakör och i en teatergrupp. Även om han funderade på att bli präst så var det där han övertygades om att bli skådespelare. Han hoppade av High School under sitt sista år för att ta värvning i Flygvapnet i hopp om att bli pilot i andra världskriget. Han blev nekad tjänstgöring flera gånger på grund av sin undervikt och blev till sist antagen till Special Services där han fick tjänstgöra som radiopratare och underhållare för soldaterna i USA. Han muckade 1946 och examinerades till slut från High School 2004.

### Tidig karriär
Van Dyke blev i slutet av 1940-talet DJ på den lokala radiostationen WDAN i sin hemstad Danville. 1947 tjatade pantomimartisten Phil Erickson på honom att starta en komikerduo tillsammans. De startade då duon "Eric and Van—the Merry Mutes" och turnerade på nattklubbar längs västkusten i USA med deras repertoar där de mest läppsynkade till 78 varvs skivor. Tidigt 1950-tal flyttade duon till Atlanta i Georgia där de regelbundet uppträdde på ett program på lokal-TV-stationen.

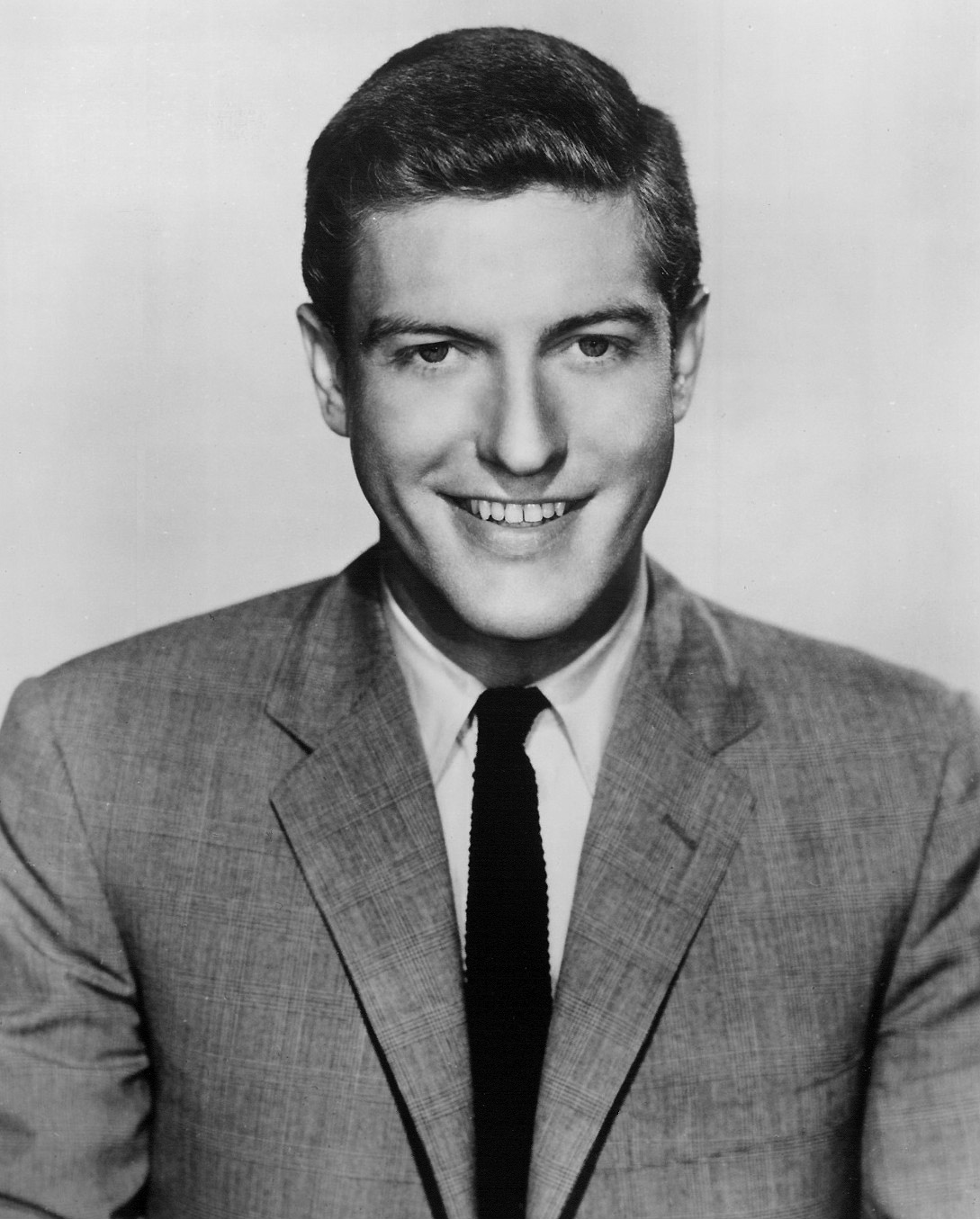
Dick Van Dyke 1959

Van Dyke fick sitt första betalda arbete inom TV som komiker och programledare för ett komediprogram på den lokalt förankrade kanalen WDSU-TV i New Orleans 1955. Hans tid på kanalen varade bara ett halvår då en kamrat från armén hade blivit programchef för kanalen CBS och var den som rekommenderade honom som ankare på morgonsoffeprogrammet The Morning Show (1955–1956) där även Walter Cronkite satt i panelen. Med sin anställning kom ett sjuårigt kontrakt med kanalen och redan året efter var han även värd för barnprogrammet CBS Cartoon Theatre.
För kanalen CBS fick han också medverka i två avsnitt av komediserien The Phil Silvers Show (1957–1958) och var en återkommande underhållare i The Chevy Showroom Starring Andy Williams (1958). I november 1959 gjorde Van Dyke sin Broadwaydebut i revyn The Girls Against the Boys där han uppträdde tillsammans med Shelley Berman, Bert Lahr och Nancy Walker.

### Genombrott
Van Dyke fick sitt genombrott då han medverkade som huvudrollen Albert Peterson i Broadwaymusikalen Bye Bye Birdie (1960) tillsammans med Chita Rivera, Barbara Doherty och Paul Lynde. Produktionen, som gick från april till oktober, fick till en början ett mediokert mottagande där The New York Times tyckte pjäsen behövde mer arbete. Van Dyke fick beröm med enbart orden "en sympatisk komiker". I slutändan vann musikalen fyra Tony Awards, däribland Van Dyke som Bästa manliga skådespelare i en musikal.

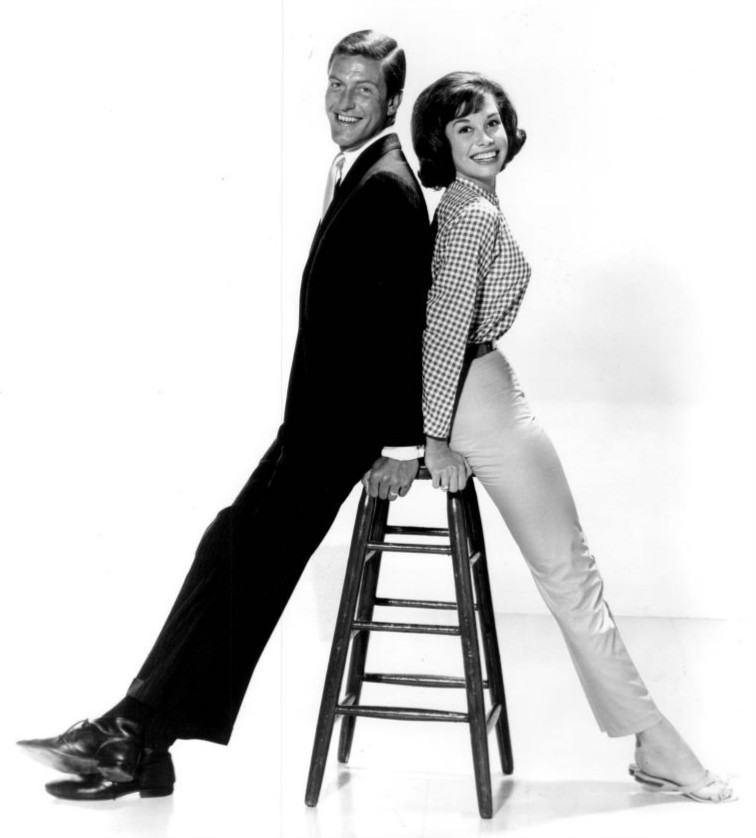
Van Dyke och Mary Tyler Moore inför premiären av The Dick Van Dyke Show, 1961.

Framgångarna med musikalen ledde till att han 1961 fick rollen som TV-författaren Rob Petrie i situationskomedin The Dick Van Dyke Show, en serie utvecklad av Carl Reiner. Serien hette till en början Head of the Family och Reiner ville först ha huvudrollen som Rob Petrie. CBS tyckte inte det var lämpligt och Reiner föreslog då Van Dyke som ersättare. Även Johnny Carson var intresserad av rollen. Tillsammans med flera av den tidens veterankomiker som Rose Marie, Morey Amsterdam, Jerry Paris, Ann Morgan Guilbert, Richard Deacon, Carl Reiner och en då 24-årig Mary Tyler Moore, som spelade frun Laura Petrie, gick serien i fem säsonger till 1966 och blev omåttligt populär i USA.

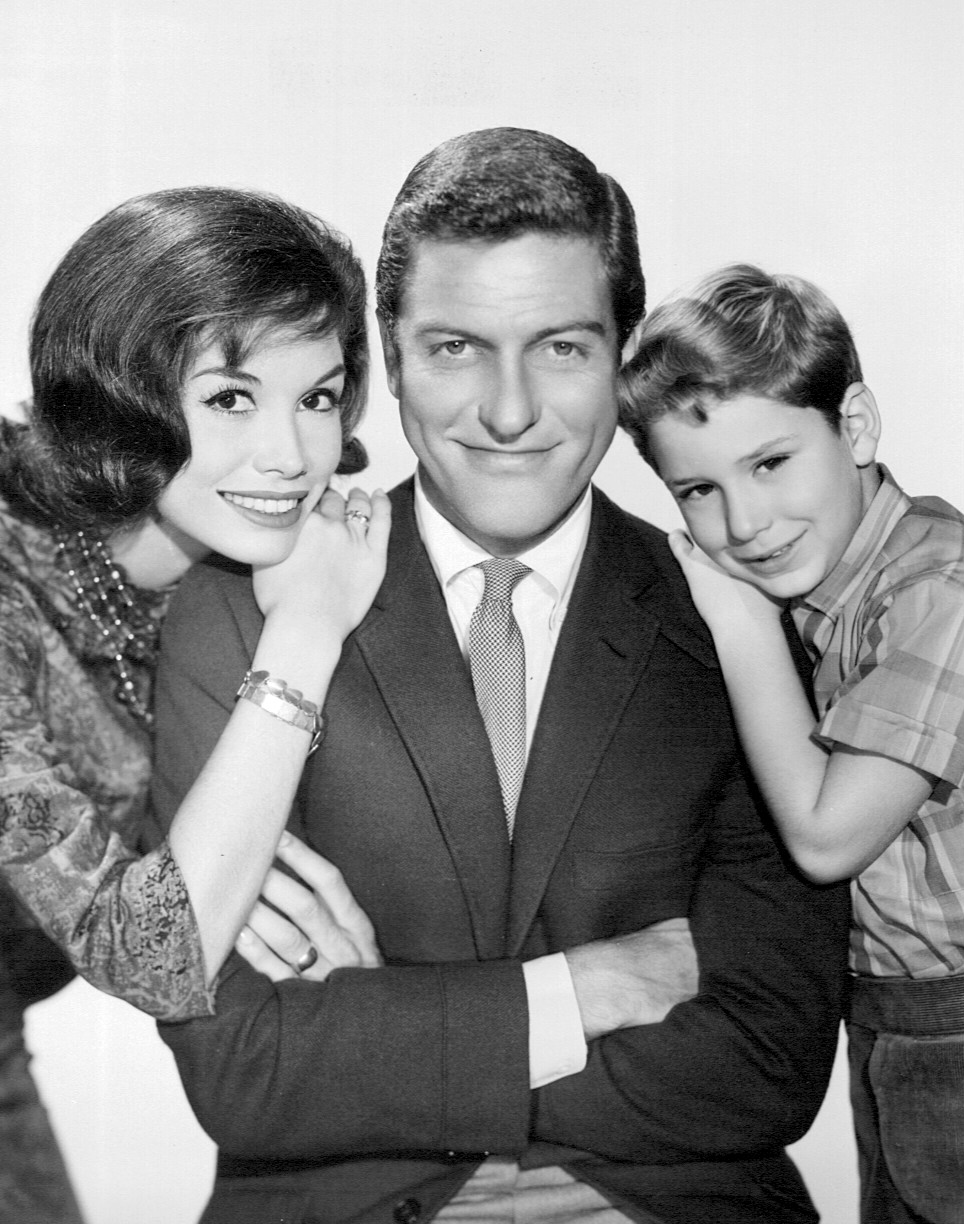
Familjen Petrie från The Dick Van Dyke Show, 1963 (Mary Tyler Moore, Van Dyke och Larry Mathews).

The Dick Van Dyke Show fick ett positivt bemötande från kritiker redan från början och genom hela serien. Van Dyke mottog hyllningar där The Hollywood Reporter skrev: "Någon som helt säkert kommer att bli en ny personlighet är Dick Van Dyke som, kan spela uppriktig när han behöver det, bevisar att han är en mästare på dubbelspel när han pressar ur solida skratt ur något som bara hade varit roliga repliker utan hans fysiska reaktioner. Trots det spelar han inte över. Biten med den 'berusade maken' var ett mästerverk i timing och genialitet". Även när serien gavs ut på Blu-ray 2012, 50 år senare skrev Entertainment Weekly att: "...det var den första situationskomedin som lyckades smälta ihop arbetsplats-serien med hemma-serien så sömlöst. Även avsnitten avger samma lenhet och elegans som Van Dyke och Moore, om familjen Petrie så tramsar, dansar eller romantiserar".
Van Dyke blev genom serien folkkär i USA och den gav honom också tre Emmy Awards för Bästa skådespelare i en komediserie, tre år i rad 1964–1966. Serien vann fyra Emmy Awards för Bästa komediserie, även det fyra år i rad. Under seriens gång gjorde Van Dyke även sin långfilmsdebut då han repriserade sin roll som Albert Peterson i filmatiseringen av Bye Bye Birdie (1963). Trots Van Dykes missnöje med omarbetningen, då filmen istället centrerade handlingen runt birollen spelad av den svenska Ann-Margret, blev filmen en stor succé. Den blev både kritikerrosad och det årets tionde mest inkomstbringande film. Om Van Dyke skrev Variety: "Van Dyke visar upp ett kunnande inom underhållningsbranschen som är mer omfattande än hans utflykter på TV förmedlar".

### Mary Poppins
Van Dyke fick två roller i Disneyfilmen Mary Poppins (1964), dels som Bert som vi får följa genom en rad yrken som till sist blir den oförglömliga sotaren. Dels som bankmannen Mr. Dawes Senior där han blev sminkad till oigenkännlighet som en mycket äldre man. Den sistnämnda rollen krediterades i eftertexterna också som Navckid Keyd, ett anagram på "Dick Van Dyke". Julie Andrews spelar hans bästa vän Mary Poppins och de båda, tillsammans med filmen, skulle bli unisont hyllade av kritiker för sina insatser. Det trots att Van Dyke blivit hånad för sin Cockney-dialekt han använder sig av i sin rolltolkning. Många skådespelare har använt det som (skräck)exempel på hur man inte ska använda sig av en dialekt på film. I en omröstning av filmtidningen Empire blev han framröstad som den näst sämsta dialekten någonsin i film. Sean Connery knep första platsen för sin dialekt i De omutbara (1987), trots att Connery vann en Oscar för rollen.

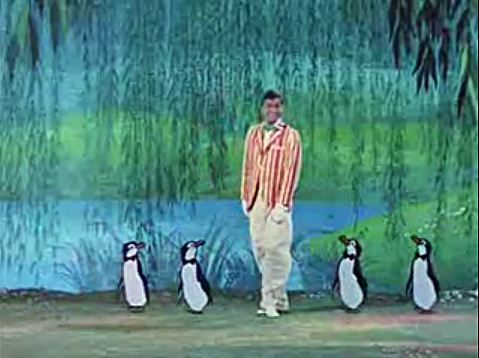
Van Dyke i Mary Poppins (1964).

Enligt Van Dyke, som själv erkänt (och bett om ursäkt för) att dialekten inte blev bra, tror den blev så i en kombination av hans irländska dialektcoach – den irländska skådespelaren J. Pat O'Malley inte var bättre på dialekten än han själv och att ingen under hela produktionen påpekade dialekten. Mary Poppins blev ändå årets mest inkomstbringande film med 44 miljoner dollar och har genom åren mer än fördubblat inkomsterna. Den blev också nominerad till 13 Oscars och vann 5 varav Julie Andrews för Bästa kvinnliga skådespelare. Van Dyke blev inte nominerad, men låten "Chim Chim Cher-ee" vann Oscar för Bästa sång där både Van Dyke och Andrews medverkar. Van Dyke vann också, tillsammans med Andrews, en Grammy Award för sin insats på filmmusiken.

Van Dyke medverkade efter Mary Poppins i flera i underpresterande komedier som blev både sågade och finansiella besvikelser så som Tappa inte huvet..! (1965), Löjtnant Robin Crusoe (1966), Skilsmässa på amerikanska (1967), Fitzwilly i varuhusligan (1967) och Alla tiders gangster (1968). Han återförenades med låtskrivarna (Bröderna Sherman) och koreograferna (Marc Breaux och Dee Dee Wood) från Mary Poppins i musikalfilmen Chitty Chitty Bang Bang (1968) som baserades på Ian Flemings barnbok med samma namn. Tanken var att även återförena Van Dyke och Julie Andrews, men Andrews ansåg att rollen var för lik Mary Poppins och den gick istället till Sally Ann Howes. Van Dyke medverkade återigen på filmmusiken som blev nominerad till Oscar för Bästa sång för låten "Chitty Chitty Bang Bang". När filmen blev en succé fick Van Dyke frågan om att efterträda Sean Connery som James Bond från filmens producenten Albert R. Broccoli (som även producerade James Bond-filmerna). Van Dyke blev snabbt avfärdad när han påminde Broccoli om sin dåliga brittiska dialekt.
"Ja, jag kunde ha blivit James Bond. När Sean Connery lämnade, frågade producenten; 'skulle du vilja bli nästa Bond?' Jag sade, 'Har du hört min brittiska dialekt?' Klick! Det är en sann historia!" 

-Van Dyke om telefonsamtalet med frågan om han ville bli James Bond, 1968.

### The New Dick Van Dyke Show
Van Dyke återförenades med sin kollega Carl Reiner från The Dick Van Dyke Show inför den tragikomiska filmen Filmkomikern (1969) där Van Dyke fick möjlighet att bredda sitt register utanför komedin då han spelar den självdestruktiva komikern Billy Bright, en stumfilmsstjärna i slutet av stumfilmseran som kämpar med alkoholism, depression och ett hejdlöst ego. Reiner skrev manuset särskilt åt Van Dyke, som ofta pratade om sin beundran för stumfilmskomiker som Charlie Chaplin och Stan Laurel. Filmen fick inte ett bra mottagande vid sin utgivning men skulle senare få uppskattning från många stumfilmsskådespelare som påpekade filmens realism däribland Van Dykes idol Stan Laurel. Samma år skulle han medverka i inspelningen av Operation fimpa men den skulle läggas på hyllan i 2 år av distributionsbolaget och inte släppas förrän 1971. Distributionsbolaget var nervösa över att den inte skulle locka folk till biograferna men till slut blev inspelningskostnaden för dyr, delvis på grund av Van Dykes höga lön, att de till slut var tvungna att släppa den. Den blev en besvikelse hos både publik och kritiker.

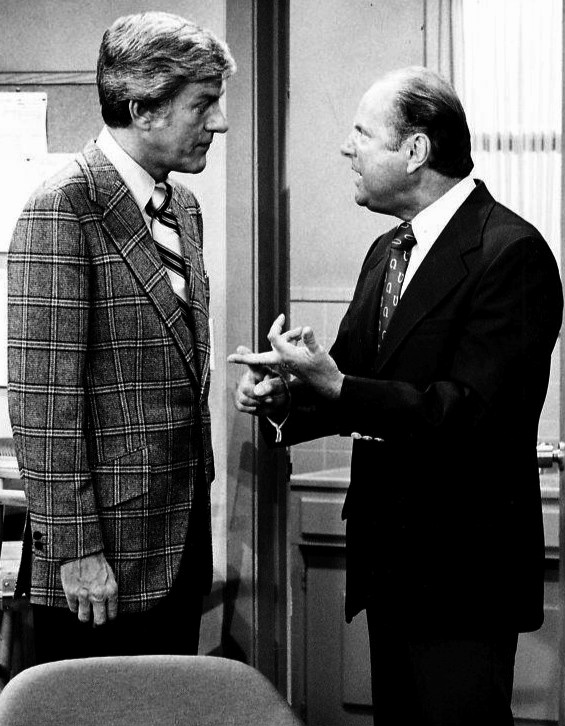
Van Dyke och Dick Van Patten i The New Dick Van Dyke Show, 1973.

1971 återvände Van Dyke till både TV och till TV-kanalen CBS i situationskomedin The New Dick Van Dyke Show som namnet till trots inte hade någonting att göra med The Dick Van Dyke Show. Istället spelade han nu pratshowvärden Dick Preston som var gift med Jenny, spelad av Hope Lange. Man fick fortfarande följa huvudpersonen mellan hans hem och hans arbete på TV-kanalen KXIV-TV. Ett namn inspirerat av en radiostation som Dyke ägde i Phoenix mellan 1965 och 1982. CBS var ivriga att samarbeta med Van Dyke igen, så ivriga att serien spelades in i Phoenix istället för i Hollywood då Van Dyke nyligen flyttat till Arizona. Van Dyke blev nominerad till en Golden Globe Awards och serien hade under sin första säsong så bra tittarsiffror att de placerade sig bland Top 10. Efter tredje säsongen 1974, valde Van Dyke att lägga ner serien då hans kollega Carl Reiner hade lämnat serien mitt i säsongen efter en dispyt med CBS. CBS hade också valt att flytta produktionen till Hollywood igen vilket Van Dyke inte ville fortsätta med.
Under seriens gång önskade Van Dyke sig fler seriösa roller och det nästintill omöjliga uppdraget att komma ifrån att bli förknippad med den folkkära karaktären Rob Petrie. I TV-filmen The Morning After (1974) fick han chansen då han spelar den hopplösa alkoholisten Charlie Lester. Van Dyke blev nominerad till en Emmy Award för Bästa manliga huvudroll för sin insats och filmen visades länge i många amerikanska rehab. 1972 hade Van Dyke själv erkänt att han varit alkoholist i 25 år och skrev in sig på ett rehab. Han var bland de första offentliga personerna som talade öppet om det och som media rapporterade om. Han medverkade samma år som en mördande fotograf i ett avsnitt av Columbo (1974).

### Återkomst till teatern
Van Dyke återvände till komedin 1976 i sitt eget sketchprogram Van Dyke and Company där komikern Andy Kaufman debuterade som en av huvudrollerna. Programmet blev kortvarigt och gick bara i tre månader innan det lade ner på grund av dåliga tittarsiffror. Serien vann trots sin nerläggning en Emmy Award för Bästa komedi eller varietéserie. Under tiden hade han också gjort korta gästframträdanden i långköraren The Carol Burnett Show och med den elfte och sista säsongen blev han en del av ensemblen hösten 1977. Han deltog dock bara i hälften av avsnitten för säsongen då han kände att materialet inte var anpassat för honom.

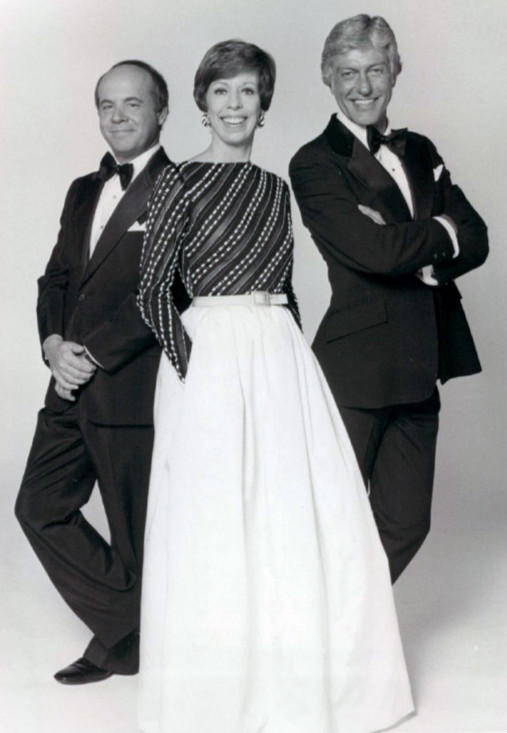
Tim Conway, Carol Burnett och Van Dyke i The Carol Burnett Show, 1977.

Van Dyke återvände också till teatern 1977, med en uppsättning av den romantiska komedin Same Time, Next Year i Los Angeles tillsammans med Carol Burnett. Produktionen hade varit en succé sedan 1975 med flera Tony Awards och skulle fortsätta ända till året därefter (med andra skådespelare). Van Dyke blev också erbjuden rollen som Robert Thorn i Omen (1976), en roll som sedermera gick till Gregory Peck. Vid tillfället uppskattade han inte våldet och blodet men skulle senare kalla beslutet för "korkat". Han medverkade istället i The Runner Stumbles (1979) som också skulle ha religiösa teman med mord, men utan det övernaturliga. Filmen blev en besvikelse både bland publik och kritiker där filmkritikern Roger Ebert kallade den "något fånig".
Van Dyke återvände återigen till teatern i en turnerande återupplivning av musikalen The Music Man. Från oktober 1979 till juni 1980 sattes musikalen upp i sex städer med Meg Bussert, Christian Slater, Carol Arthur och Iggie Wolfington i ensemblen. För en större del av 1980-talet medverkade Van Dyke mest i förbisedda TV-filmer som True Life Stories (1981), Harry's Battles (1981),  Drop-Out Father (1982), Strong Medicine (1986) och Ghost of a Chance (1987). TV-filmen The Country Girl (1982), en nyinspelning av filmen med samma namn från 1954 skulle få en del uppmärksamhet då Van Dyke parades ihop med Faye Dunaway. Han syntes också, för andra gången i sin karriär, som mördare i TV-serien Matlock (1986). Året efter skulle han också göra ett inhopp i serien Airwolf tillsammans med sin son Barry Van Dyke som hade en av huvudrollerna i seriens fjärde och sista säsong.

### Dr. Mark Sloan
Van Dyke fick ytterligare en serie, The Van Dyke Show (1988) där han denna gång spelade Dick Burgess, far till ägaren av en mindre lokalteater spelad av sin son Barry Van Dyke. Serien blev brutalt sågad av kritiker och tittarsiffrorna var så dåliga att av de 10 avsnitt som spelades in sändes bara 6 avsnitt. Van Dyke spelade året efter älskaren till Beatrice Arthurs karaktär i Pantertanter, en gästroll som gav honom hans första Emmy Awards-nominering sedan 1977 (utanför barnkategorierna på dag-TV). Van Dyke som oftast spelar "den goda" i filmer och serier, förutom två undantag i gästroller i TV-serier, tog en ovanlig roll i Warren Beattys Dick Tracy (1990) där han spelar en mindre roll som den korrupta distriktsåklagaren John Fletcher. Det blev en stor kommersiell framgång.

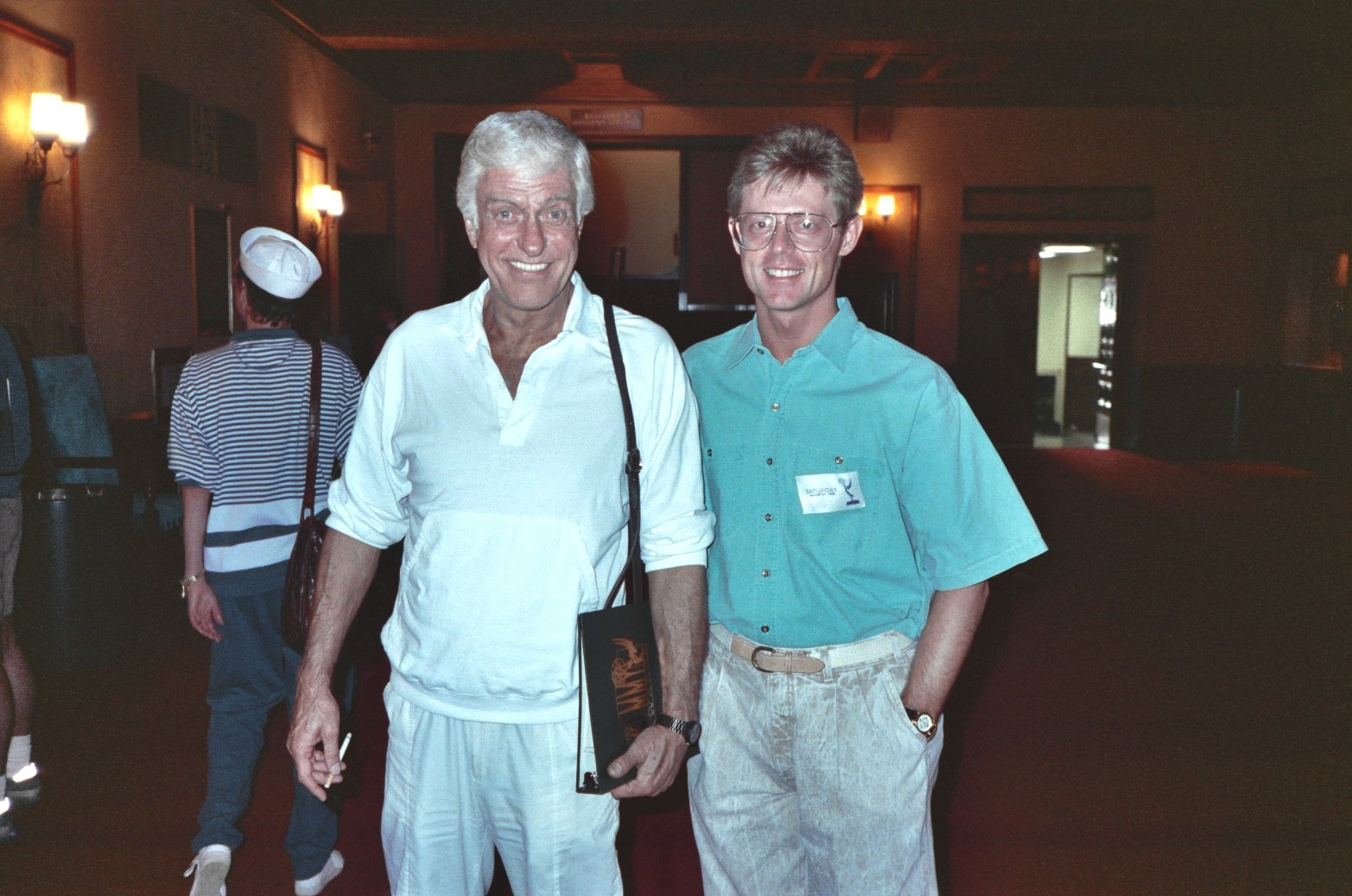
Van Dyke och journalisten Alan Light på Emmy Awards 1988. I bakgrunden syns även Mary Tyler Moore.

Van Dyke fick så mycket beröm för sin insats i Dick Tracy så manusförfattaren Joyce Burditt kontaktade honom för att spela karaktären Dr. Mark Sloan i ett avsnitt av TV-serien Rättvisans män (1991) med den förbehållna tanken på att han sedan skulle få den egna spinoffserien Diagnos mord (1993–2001) som Burditt redan hade skapat. Innan serien drog igång sändes tre TV-filmer med Van Dyke i rollen som Mark Sloan; Diagnosis of Murder (1992), The House on Sycamore Street (1992) och A Twist of the Knife (2003). Serien gick i åtta säsonger och var nära att lägga ner flera gånger på grund av låga tittarsiffror, men inför tredje säsongen fick den en ny tid och blev mycket populär.
Van Dyke spelade återigen sin riktiga sons, Barry Van Dyke, far i Diagnos mord, tillsammans med Victoria Rowell och Charlie Schlatter utgjorde de huvudkaraktärerna. Under seriens gång medverkade minst 8 medlemmar ur familjen Van Dyke i serien. Förutom Dick och Barry syntes även Dicks bror Jerry Van Dyke. Dicks dotter Stacy Van Dyke och Barrys samtliga barn; Carey Van Dyke, Shane Van Dyke, Wes Van Dyke och Taryn Van Dyke. Efter att Van Dyke inhandlat en Amiga 1991 blev han intresserad av datoranimering och är krediterad för animeringarna i serien. Han har också fortsatt skapa konst och animeringar som han haft föreläsningar om. Han har fortsatt använda datorprogrammet LightWave 3D. Serien avslutades med de två TV-filmerna A Town Without Pity (2002) och Without Warning (2002), men har fortsatt att gå i repris i flera länder.

### Musikaliska utsvävningar
Van Dyke, som är en a cappella entusiast har sedan år 2000 även sjungit i gruppen Dick Van Dyke and The Vantastix. Kvartetten har uppträtt flera gånger i Los Angeles men även på TV-programmet Larry King Live, den första TV Land Awards och framträtt med den amerikanska nationalsången på tre Los Angeles Lakers matcher. Van Dyke blev en hedersmedlem i Barbershop Harmony Society 1999. Efter Diagnos mord fortsatte Van Dyke med TV och skulle med sin roll i TV-filmen The Gin Game (2003) bli kritikerrosad. I filmen som baserades på pjäsen med samma namn från 1976 återförenades han med Mary Tyler Moore. Samma år medverkade han också i ett avsnitt av den populära komediserien Scrubs.

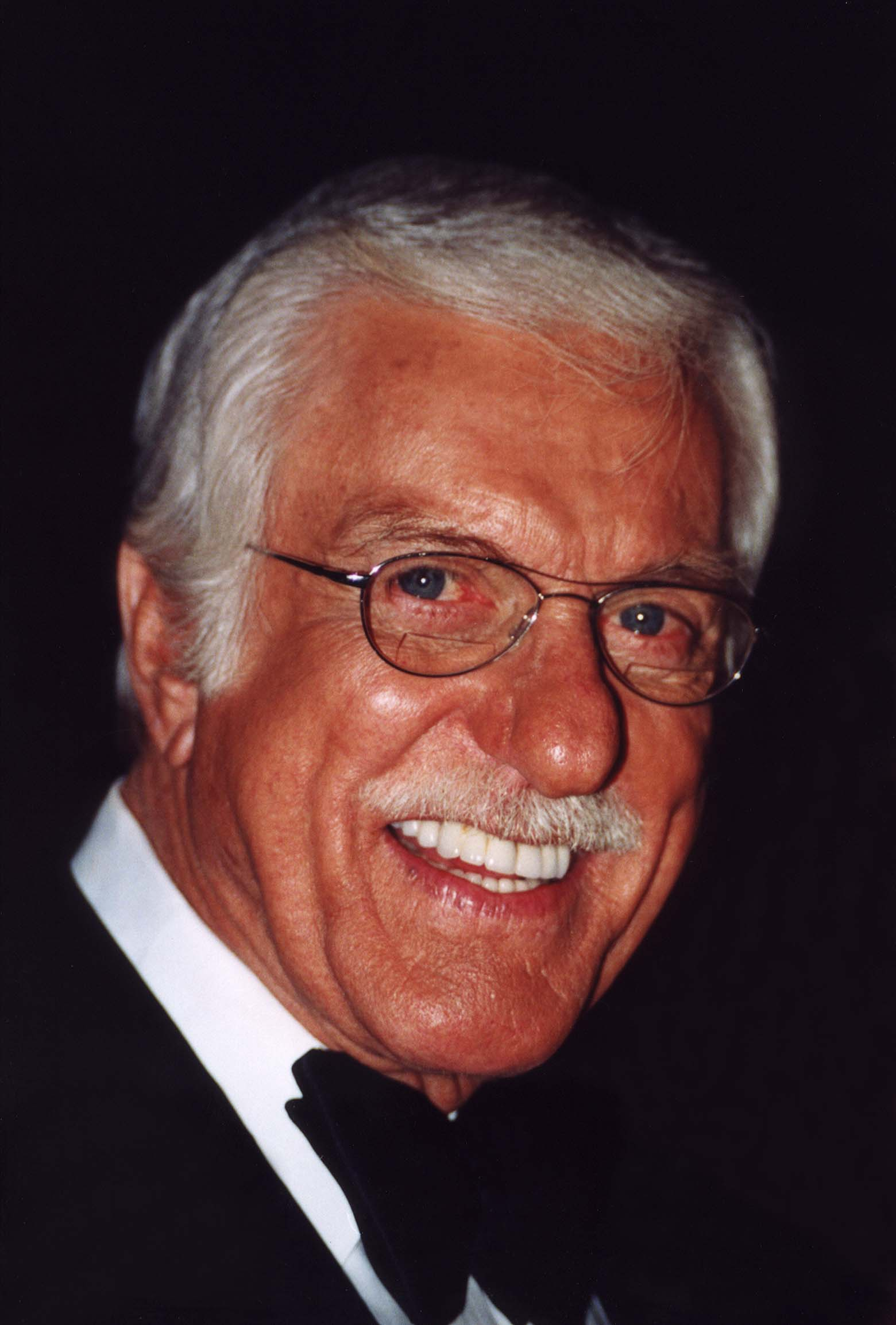
Van Dyke, 2000.

Van Dyke återförenades också med de övriga överlevande skådespelarna från The Dick Van Dyke Show när de 2004, 38 år efter serien slutade gjorde ett specialavsnitt kallat The Dick Van Dyke Show Revisited. Specialen var högt emotsedd och TV-kanalen gjorde mycket reklam för återföreningen. Den skulle bli brutalt sågad av kritiker men ändå få en Emmy Awards-nominering. Van Dyke återvände till film med att vara rösten åt Mr. Bloomsberry i den animerade Nicke Nyfiken (2006) och att spela filmskurken Cecil J. Fredricks i Natt på museet (2006) tillsammans med Ben Stiller, Ricky Gervais, Robin Williams och Paul Rudd. Han återvände i rollen redan i uppföljaren Natt på museet 2 (2009) för en kort cameo. Scenen blev bortklippt men kan hittas bland bortklippta scener på DVD utgåvan.
Förutom sin a cappela-grupp och sångerna han sjungit på filmmusik har Van Dyke också utgivit annan musik. Sitt debutalbum Songs I Like kom ut redan 1963. En uppföljare skulle dröja ända till 2017 med jazzalbumet Step (Back) In Time. Albumet backades upp av erfarna jazzmusiker som Bill Bixler (som också producerade albumet), Dave Enos, Tony Guerrero, Mark LeBrun, Charley Pollard och Leslie Bixler där de fokuserade på klassiska låtar från 1920-talet, 1930-talet och 1940-talet. Samma år släppte han också julsingeln "We're Going Caroling" tillsammans med skådespelaren Jane Lynch. År 2010 rappade han också på ett spår till barnalbumet Rhythm Train, där även Chad Smith från Red Hot Chili Peppers medverkade.

### Vidare karriär
Van Dyke återförenades med sin son Barry för en rad TV-filmer under namnet Murder 101. Konceptet där Van Dyke spelar Dr. Jonathan Maxwell som är en konsult för polisen, hade en hel del likheter med serien Diagnos mord. De fyra filmerna Murder 101 (2006), Murder 101: If Wishes Were Horses (2007), Murder 101: College Can Be Murder (2007) och Murder 101: The Locked Room Mystery (2008) fick inget vidare mottagande bland kritiker. Han repriserade sin roll som Cecil J. Fredricks i den tredje uppföljaren Natt på museet: Gravkammarens hemlighet (2014).

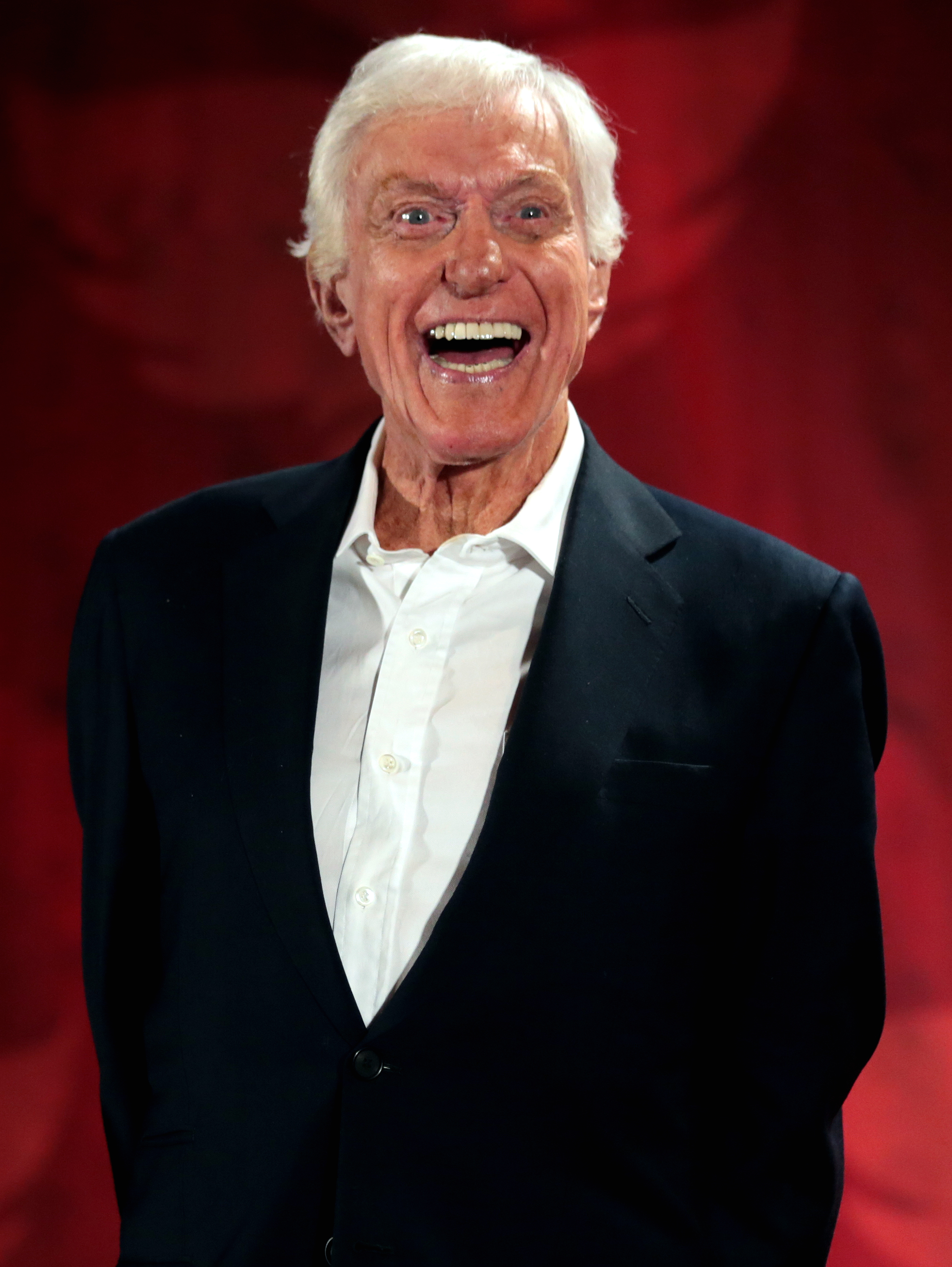
Van Dyke, 2017.

Van Dyke skulle också återvända till Mary Poppins i uppföljaren Mary Poppins kommer tillbaka (2018) där han spelar Mr. Dawes Jr, sonen till den äldre karaktären från den första filmen från 1964 där Arthur Malet först porträtterade honom men som dog 2013. Van Dyke krediterade sig återigen som Navckid Keyd i eftertexterna. Även om filmen inte fick samma beröm som den första filmen så mottog den ändå mycket goda recensioner. Inför Marvelserien WandaVision (2021), som hämtade mycket inspiration från The Dick Van Dyke Show, fungerade Van Dyke som konsult.
Under 2023 medverkade Van Dyke i den nionde säsongen av amerikanska Masked Singer. Som personan The Gnome var han den första som eliminerades i säsongen under långa stående ovationer, en TV-händelse som beskrivits som "den mest legendariska, utsökta och älskade avmaskningen genom tiderna". Innan han lämnade programmet gav han publiken ett extranummer med låten "Supercalifragilisticexpialidocious" som han även sjöng i filmen Mary Poppins (1964). Som då 97-åring är han den äldsta som någonsin medverkat i programmet. Han skulle senare under året medverka i fyra avsnitt av Våra bästa år vilket belönade honom med en Daytime Emmy Award för Bästa gästspelare i en TV-serie 2024. Han är därmed den äldsta person som vunnit en Emmy. Han avslutade 2023 med att bli hyllad av kanalen CBS med en TV-special; Dick Van Dyke: 98 Years of Magic, som firade hans 98:de födelsedag.
I december 2024 medverkade han i Coldplays musikvideo till låten "All My Love". Tillsammans med sin fru Arlene Silver producerade han också videon.

## Eftermäle

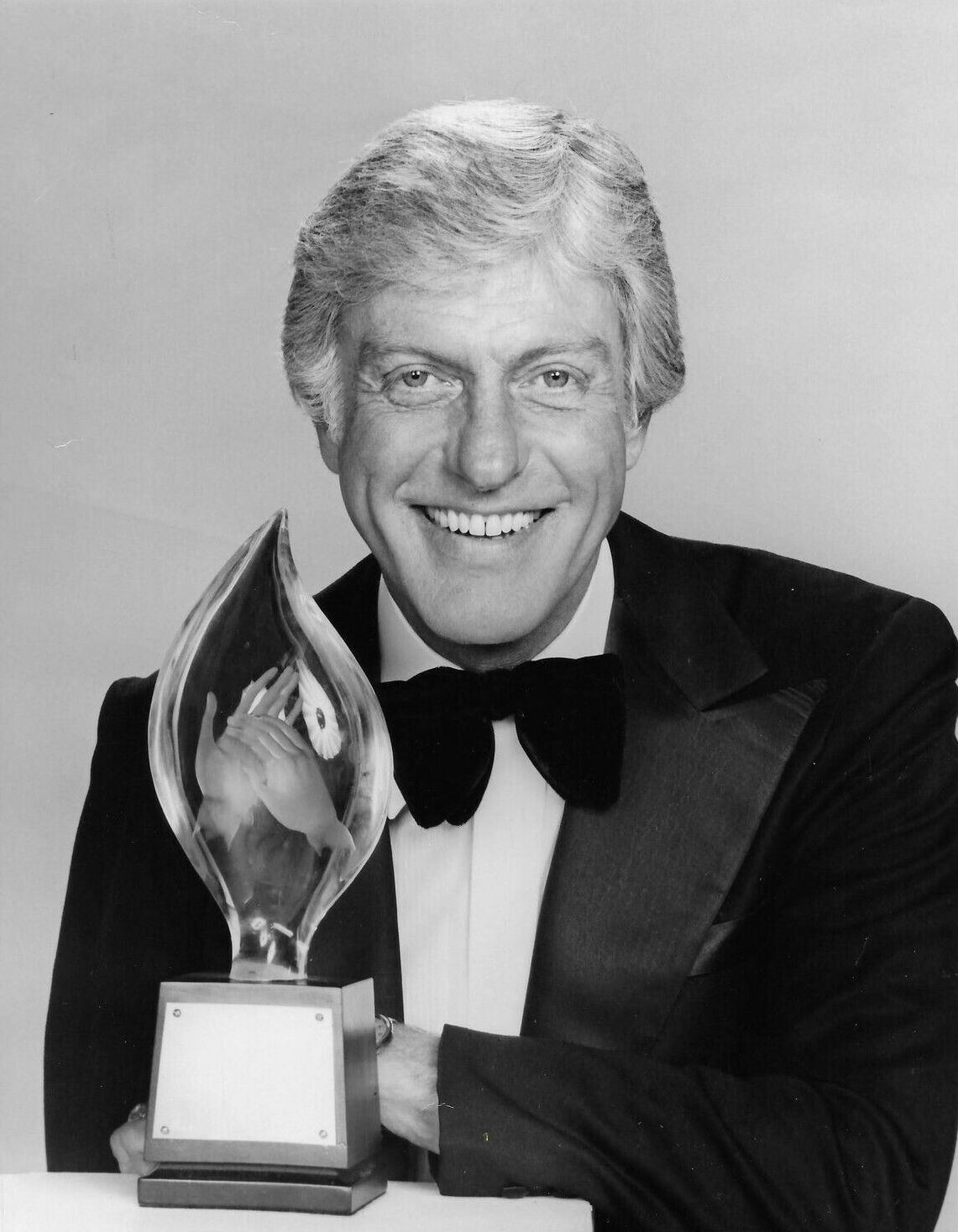
Van Dyke med sitt People's Choice Awards, 1979.

Flera skådespelare har nämnt Van Dyke som en viktig inspiration till deras karriärer, däribland Steve Martin, Chevy Chase, Conan O'Brien, Jim Carrey och Bryan Cranston. Själv har han nämnt Stan Laurel, Buster Keaton och Carl Reiner som sin inspiration och som idoler. I en intervju hos Conan berättade Van Dyke om att han en gång ringt upp Stan Laurel och erkänt att han stulit flera av hans skämt under åren. Laurel ska enligt utsago ha svarat: "Ja, jag vet".
Van Dyke har mottagit flera priser däribland sex Emmy Awards, en Tony Award och en Grammy Award. Totalt har han inte mindre än 10 nomineringar till Emmy Awards, varav fyra av hans vinster är från enbart The Dick Van Dyke Show och Van Dyke and Company. 1977 vann han också publikens pris på People's Choice Awards för sin insats i Van Dyke and Company.
1998 blev han hedrad med Walt Disney Companys Hall of Fame, även kallad Disney Legends Award. Han är den äldst levande Disney Legend efter att Glynis Johns dog under 2024. 2013 mottog Van Dyke Screen Actors Guild Life Achievement Award. 2021 blev han också ärad med Kennedy Center Honors, en medalj för sin livsgärning och bidrag till amerikansk kultur. På galan blev han hedrad av Julie Andrews, Steve Martin, Chita Rivera, Bryan Cranston och Lin-Manuel Miranda. Även Laura Osnes och Derek Hough framträdde med låtar från Mary Poppins och Bye Bye Birdie. Aaron Tveit sjöng tillsammans med a cappela gruppen Pentatonix låten "Chitty Chitty Bang Bang".

## Privatliv

### Familj
Van Dyke gifte sig med sin ungdomskärlek Margerie Willett den 12 februari 1948 medan han uppträdde med sin komikduo Eric and Van—the Merry Mutes i Los Angeles. De valde att gifta sig i ett radioprogram kallat Bride and Groom. De fick fyra barn: Christian, Barry, Stacy och Carrie Beth. Paret skilde sig 1984 efter en lång separation. Redan 1976 hade Van Dyke inlett en relation med skådespelaren Michelle Triola Marvin. Deras affär hade fått Van Dyke "att vrida sig av ångest" och ledde till uppbrottet med Willett. Van Dyke och Triola Marvin levde tillsammans i över 30 år fram till hennes död 2009.
Van Dyke gifte sig som 86-åring sedan med den 46 år yngre sminkösen Arlene Silver den 29 februari 2012.
Van Dyke inkluderade och arbetade mycket med sina barn och barnbarn i sina TV-serier. Sonen Barry Van Dyke, barnbarnen Shane Van Dyke och Carey Van Dyke samt andra i Van Dyke släkten medverkade i Diagnos mord (1993–2001). Van Dyke har sammanlagt sju barnbarn. Hans son Chris var delstatlig åklagare i Marion County, Oregon under 1980-talet och åtalade bland annat I5-mördaren Randall Woodfield. Hans barnbarn Jessica Van Dyke dog av Reyes syndrom 1987, vilket fick Van Dyke att engagera sig i frågan om att göra allmänheten uppmärksam på sjukdomen.

### Religiös och politisk åskådning

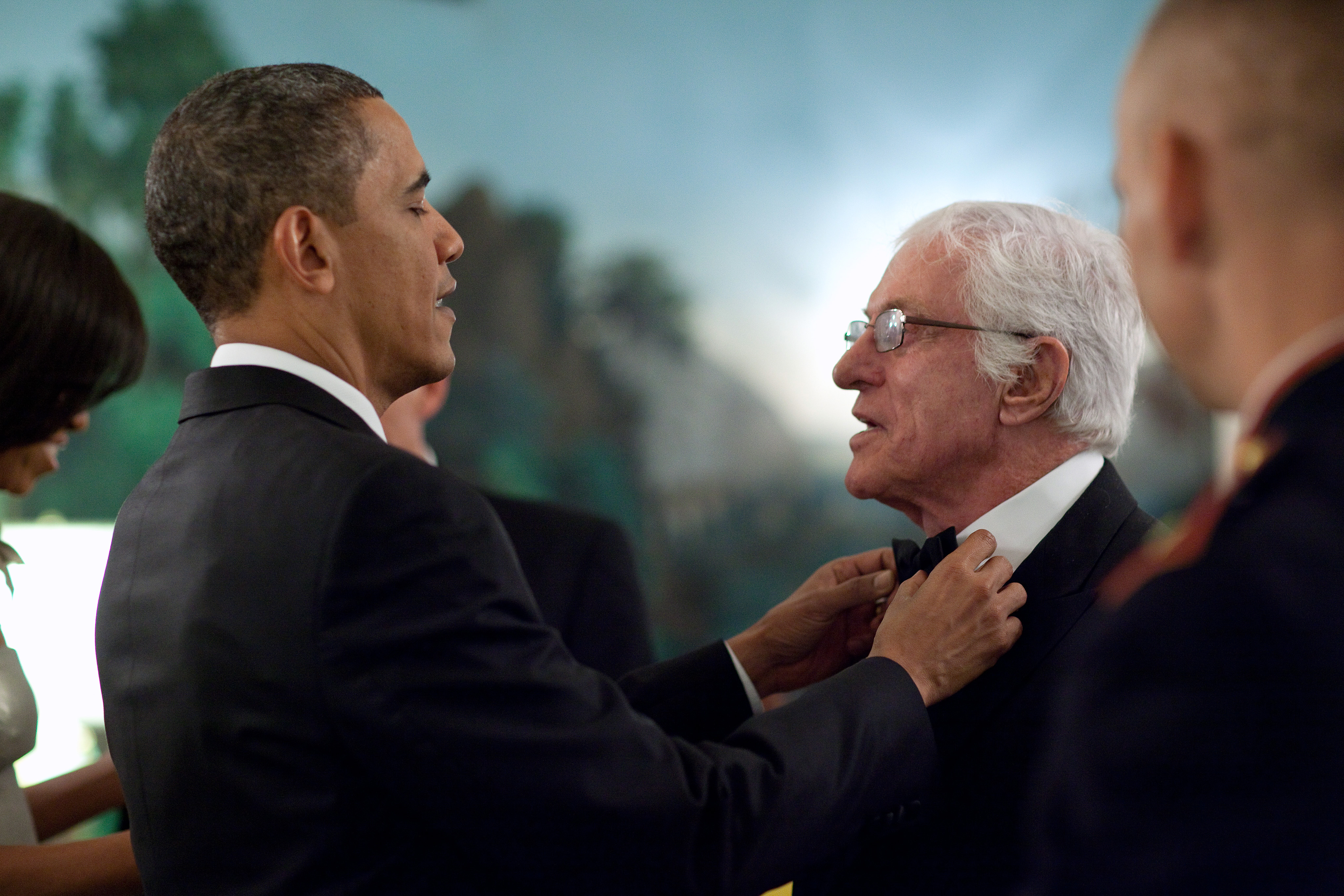
Barack Obama justerar Van Dykes fluga 2010.

Vid sidan om sin långa karriär har Van Dyke varit lärare på söndagsskola inom Presbyterianska kyrkan och fortsatt varit intresserad av teologi där han studerat teologer som Martin Buber, Paul Tillich, and Dietrich Bonhoeffer.
Van Dyke har varit en demokrat åtminstone sedan 2010, då han gav Barack Obama sitt stöd. Under Demokratiska partiets primärval 2016 kampanjade han för Bernie Sanders. Om presidentkandidaten Donald Trump sade han: "Jag har inte varit så här rädd sedan Kubakrisen. Jag tror den mänskliga rasen hänger på en delikat lina just nu, och jag är så rädd att han ska dra oss ut i krig. Han skrämmer mig." Han kampanjade och stöttade Sanders även under Demokratiska partiets primärval 2020. Under presidentvalet 2024 stöttade Van Dyke Kamala Harris.

### Olyckor och sjukdomar
Van Dyke räddades ur sin brinnande Jaguar av en förbipasserande i augusti 2013. Han kom inte till skada men bilen brann ner till grunden. I december 2024 blev Van Dyke räddad igen då han försökt evakuera från sitt hem i Malibu under bränderna i Kalifornen. Om händelsen berättade han: "Jag försökte krypa till min bil. Jag var helt utmattad. Jag kunde inte resa mig upp. Tre grannar kom och bar mig." Hans hem klarade sig undan branden. Kort därefter i januari fick han återigen evakuera sitt hem under Bränderna i Los Angeles 2025.
Van Dyke är nykterist efter att ha kämpat med alkoholism i flera år. Han har också varit en stor rökare i majoriteten av sitt liv. I januari 2013 avslöjade han att han det senaste decenniet ätit Nicorette tuggummi. 2013 avslöjade också Van Dyke att han lidit av en åkomma i huvudet där det bultar då han lägger sig ned. Trots att flera tester gjordes fick han aldrig någon diagnos. Han ställde in flera arbeten under denna tid på grund av åkomman. Senare samma år uttalade sig Van Dyke om att det verkade vara hans dentalt implantat som var orsaken till åkomman.

## Filmografi

### Film
| År   | Titel                                                       | Roll                             | Notering              |
| ---- | ----------------------------------------------------------- | -------------------------------- | --------------------- |
| 1963 | Bye Bye Birdie                                              | Albert F. Peterson               |                       |
| 1964 | Drömbrud för sex                                            | Edgar Hopper                     |                       |
| 1964 | Mary Poppins                                                | Bert / Mr. Dawes Sr              |                       |
| 1965 | Tappa inte huvet..!                                         | Paul Sloane / Toulouse “Picasso” |                       |
| 1966 | Löjtnant Robin Crusoe                                       | Löjtnant Robin Crusoe            |                       |
| 1967 | Skilsmässa på amerikanska                                   | Richard Harmon                   |                       |
| 1967 | Fitzwilly i varuhusligan                                    | Claude R. Fitzwilliam            |                       |
| 1968 | Alla tiders gangster                                        | Jack Albany                      |                       |
| 1968 | Chitty Chitty Bang Bang                                     | Caractacus Potts                 |                       |
| 1969 | Trubbelgubben                                               | Fred Amidon                      |                       |
| 1969 | Filmkomikern                                                | Billy Bright / Billy Bright, Jr. |                       |
| 1971 | Operation fimpa                                             | Reverend Clayton Brooks          |                       |
| 1974 | The Morning After                                           | Charlie Lester                   | TV-film               |
| 1975 | Tubby the Tuba                                              | Tubby the Tuba                   | Röstroll              |
| 1978 | Read the Label, Set a Better Table                          | Sig själv                        | Utbildningsfilm       |
| 1979 | The Runner Stumbles                                         | Father Brian Rivard              |                       |
| 1981 | True Life Stories                                           | Charlie                          | TV-film               |
| 1981 | Harry's Battles                                             | Harry Fitzsimmons                | TV-film               |
| 1982 | The Country Girl                                            | Frank Elgin                      | TV-film               |
| 1982 | Drop-Out Father                                             | Ed McCall                        | TV-film               |
| 1986 | Strong Medicine                                             | Sam Hawthorne                    | TV-film               |
| 1987 | Ghost of a Chance                                           | Bill Nolan                       | TV-film               |
| 1990 | Dick Tracy                                                  | District Attorney John Fletcher  |                       |
| 1991 | Daughters of Privilege                                      | Buddy Keys                       | TV-film               |
| 1992 | Diagnosis of Murder                                         | Dr. Mark Sloan                   | TV-film               |
| 1992 | The House on Sycamore Street                                | Dr. Mark Sloan                   | TV-film               |
| 1993 | A Twist of the Knife                                        | Dr. Mark Sloan                   | TV-film               |
| 1993 | The Town Santa Forgot                                       | Berättare / Old Jeremy Creek     | Röstroll, TV-film     |
| 2001 | Walt Disney - mannen bakom myten                            | Berättare                        | Dokumentär            |
| 2002 | A Town Without Pity                                         | Dr. Mark Sloan                   | TV-film               |
| 2002 | Without Warning                                             | Dr. Mark Sloan                   | TV-film               |
| 2003 | The Gin Game                                                | Weller Martin                    | TV-film               |
| 2005 | Batman: New Times                                           | James Gordon                     | Röstroll, kortfilm    |
| 2006 | Nicke Nyfiken                                               | Mr. Bloomsberry                  | Röstroll              |
| 2006 | Natt på museet                                              | Cecil J. Fredricks               |                       |
| 2006 | Murder 101                                                  | Dr. Jonathan Maxwell             | TV-film               |
| 2007 | Murder 101: If Wishes Were Horses                           | Dr. Jonathan Maxwell             | TV-film               |
| 2007 | Murder 101: College Can Be Murder                           | Dr. Jonathan Maxwell             | TV-film               |
| 2008 | Murder 101: The Locked Room Mystery                         | Dr. Jonathan Maxwell             | TV-film               |
| 2009 | Natt på museet 2                                            | Cecil J. Fredricks               | Bortklippt scen       |
| 2012 | Fun with Dick and Jerry Van Dyke                            | Sig själv                        | TV-film               |
| 2014 | Alexander and the Terrible, Horrible, No Good, Very Bad Day | Sig själv                        | Cameo                 |
| 2014 | Natt på museet: Gravkammarens hemlighet                     | Cecil J. Fredricks               |                       |
| 2015 | Merry Xmas                                                  | Father                           | Kortfilm              |
| 2016 | Trolland                                                    | Yusop                            | Röstroll              |
| 2017 | If You're Not in the Obit, Eat Breakfast                    | Sig själv                        | Dokumentär            |
| 2017 | Gilbert                                                     | Sig själv                        | Dokumentär            |
| 2018 | The Great Buster                                            | Sig själv                        | Dokumentär            |
| 2018 | Mary Poppins kommer tillbaka                                | Mr. Dawes, Jr.                   | Cameo                 |
| 2018 | Buttons                                                     | Angel                            |                       |
| 2024 | All My Love (Coldplay)                                      | Sig själv                        | Kortfilm / Musikvideo |

### TV
| År        | Titel                                     | Roll                                     | Notering                                            |
| --------- | ----------------------------------------- | ---------------------------------------- | --------------------------------------------------- |
| 1955-1956 | The Morning Show                          | Värd                                     | Nyhetsankare                                        |
| 1956      | CBS Cartoon Theatre                       | Värd                                     | 13 avsnitt                                          |
| 1956-1957 | To Tell the Truth                         | Panelist                                 | 5 avsnitt                                           |
| 1957-1958 | The Phil Silvers Show                     | Private Lumpkin / Private "Swifty" Bilko | 2 avsnitt                                           |
| 1958      | The Chevy Showroom Starring Andy Williams | Sig själv                                |                                                     |
| 1958-1959 | Mother's Day                              | Värd                                     |                                                     |
| 1959      | Laugh Line                                | Värd                                     | 2 avsnitt                                           |
| 1960      | Alfred Hitchcock presenterar              | Thomas Craig                             | Avsnitt: "Craig’s Will"                             |
| 1960      | New Comedy Showcase                       | Richard Alexander                        | Avsnitt: "The Trouble with Richard"                 |
| 1961-1966 | The Dick Van Dyke Show                    | Rob Petrie                               | 158 avsnitt                                         |
| 1969      | Dick Van Dyke and the Other Woman         | Sig själv                                | TV-special                                          |
| 1970      | Dick Van Dyke Meets Bill Cosby            | Sig själv                                | TV-special                                          |
| 1971-1974 | The New Dick Van Dyke Show                | Dick Preston                             | 72 avsnitt                                          |
| 1973      | The New Scooby-Doo Movies                 | Sig själv                                | Röstroll, avsnitt: "The Haunted Carnival"           |
| 1974      | Julie and Dick at Covent Garden           | Sig själv                                | TV-special                                          |
| 1974      | Columbo                                   | Paul Galesko                             | Avsnitt: "Negative Reaction"                        |
| 1976      | Van Dyke and Company                      | Sig själv                                | 11 avsnitt                                          |
| 1976      | Lola!                                     | Ensemble                                 |                                                     |
| 1977      | The Carol Burnett Show                    | Ensemble                                 | 11 avsnitt                                          |
| 1979      | Supertrain                                | Waldo Chase                              | Avsnitt: "And a Cup of Kindness Too"                |
| 1981      | How to Eat Like a Child                   | Sig själv                                | TV-special                                          |
| 1983      | CBS Library                               | Father                                   | Röstroll, avsnitt: "Wrong Way Kid"                  |
| 1984      | Donald Duck's 50th Birthday               | Värd                                     | TV-special                                          |
| 1985      | American Playhouse                        | Les Dischinger                           | Avsnitt: "Breakfast with Les and Bess"              |
| 1986      | Matlock                                   | Judge Carter Addison                     | Avsnitt: "The Judge"                                |
| 1987      | Highway to Heaven                         | Wally Dunn                               | Avsnitt: "Wally"                                    |
| 1987      | Airwolf                                   | Malduke                                  | Avsnitt: "Malduke"                                  |
| 1988      | The Van Dyke Show                         | Dick Burgess                             | 10 avsnitt                                          |
| 1989      | Pantertanter                              | Ken                                      | Avsnitt: "Love Under the Big Top"                   |
| 1990      | Matlock                                   | Judge Carter Addison                     | Arkivfoton, avsnitt: "The Kidnapper"                |
| 1991      | Rättvisans män                            | Dr. Mark Sloan                           | Avsnitt: "It Never Entered My Mind"                 |
| 1993-2001 | Diagnos mord                              | Dr. Mark Sloan                           | 178 avsnitt, även producent                         |
| 1993      | Coach                                     | Luthor Van Dam's kusin                   | Avsnitt: "Christmas of the Van Damned", okrediterad |
| 1999      | Becker                                    | Fred Becker                              | Avsnitt: "Becker the Elder"                         |
| 2000      | Sabrina tonårshäxan                       | Duke                                     | Avsnitt: "Welcome Back, Duke"                       |
| 2003      | The Alan Brady Show                       | Webb                                     | Röstroll, TV-special                                |
| 2003      | Scrubs                                    | Dr. Townshend                            | Avsnitt: "My Brother, My Keeper"                    |
| 2004      | The Dick Van Dyke Show Revisited          | Rob Petrie                               | TV-special                                          |
| 2011      | Hollywood Treasure                        | Sig själv                                | Avsnitt: "Chitty Chitty Bid Bid"                    |
| 2012      | The Doctors                               | Sig själv                                | 1 avsnitt                                           |
| 2013      | Brody Stevens: Enjoy It!                  | Sig själv                                | Avsnitt: "Born in the Valley; Hollywood Finale"     |
| 2014      | Signed, Sealed, Delivered                 | Kenneth Brandt                           | 2 avsnitt                                           |
| 2014      | Musses klubbhus                           | Captain Goof-Beard                       | Röstroll, avsnitt: "Mickey's Pirate Adventure"      |
| 2015      | The Middle                                | Dutch Spence                             | Avsnitt: "Two of a Kind"                            |
| 2020      | Kidding                                   | Hopscotch the Sasquatch                  | Röstroll, 2 avsnitt                                 |
| 2023-2024 | The Masked Singer                         | The Gnome / sig själv                    | 2 avsnitt                                           |
| 2023      | Våra bästa år                             | Timothy Robicheaux                       | 4 avsnitt                                           |
| 2023      | The Simpsons                              | Sig själv / Caractacus Potts             | Röstroll, avsnitt: "McMansion & Wife"               |
| 2023      | Dick Van Dyke 98 Years of Magic           | Sig själv                                | TV-Special                                          |
| 2024      | Jimmy Kimmel Live!                        | Sig själv                                | Avsnitt: "12/5/2024"                                |

### Teater
| År        | Titel                           | Roll                     | Teater                              |
| --------- | ------------------------------- | ------------------------ | ----------------------------------- |
| 1959      | The Girls Against the Boys      | Olika roller             | Alvin Theatre, New York             |
| 1960      | Bye Bye Birdie                  | Albert Peterson          | Martin Beck Theatre, New York       |
| 1960-1961 | Bye Bye Birdie                  | Albert Peterson          | 54th Street Theatre, New York       |
| 1977      | Same Time, Next Year            | George                   | Doolittle Theatre, Los Angeles      |
| 1979      | The Music Man                   | Harold Hill              | Sahara Theatre, Reno                |
| 1979-1980 | The Music Man                   | Harold Hill              | Pantages Theatre, Los Angeles       |
| 1980      | The Music Man                   | Harold Hill              | Golden Gate Theatre, San Francisco  |
| 1980      | The Music Man                   | Harold Hill              | Orpheum Theatre, Minneapolis        |
| 1980      | The Music Man                   | Harold Hill              | Arie Crown Theater, Chicago         |
| 1980      | The Music Man                   | Harold Hill              | City Center, New York               |
| 2006      | Chita Rivera: The Dancer's Life | Gäst i 3 föreställningar | Gerald Schoenfeld Theatre, New York |

## Diskografi

### Medverkande
- 1960 – Bye Bye Birdie (musiken från musikalen)
- 1963 – Bye Bye Birdie (filmmusiken)
- 1964 – Mary Popins (filmmusiken)
- 1968 – Chitty Chitty Bang Bang (filmmusiken)
- 2010 – Rhythm Train (barnalbum tillsammans med Leslie Bixler och Chad Smith)

### Soloalbum
- 1963 – Songs I Like by Dick Van Dyke (tillsammans med Enoch Light & his Orchestra/Ray Charles Singers)
- 2008 – Put on a Happy Face (Dick Van Dyke and The Vantastix)
- 2017 – Step (Back) in Time
- 2017 – We're Going Caroling (julsingel tillsammans med Jane Lynch)